# Цак Корнфедер, Йозеф
Йозеф Цак Корнфедер (нем. Joseph Zack Kornfeder; 1898 ― 1963), также известный как Джозеф Зак, ― один из лидеров и основателей Коммунистической партии США. Был представителем Коминтерна в Южной Америке в 1930―1931 гг., однако покинул Коммунистическую партию в 1934 году.
После того, как его жена, которую он был вынужден оставить одну в СССР, была арестована сотрудниками НКВД во время Большого террора 1937―1938 годов, Цак стал ярым антикоммунистом. Выступал в качестве свидетеля перед Комиссией по расследованию антиамериканской деятельности в Конгрессе США в 1939 году и перед Комиссией Кенвелла в Законодательном Собрании штата Вашингтон в 1948 году.

## Биография

### Ранние годы
Йозеф Цак Корнфедер родился в городе Тренчин, Австро-Венгрия (ныне Словакия) 20 марта 1898 года. Его родители были этническими австрийцами и воспитывали своего сына как католика.
В юности Йозеф отправился в Испанию, где присоединился к Испанской социалистической рабочей партии в возрасте 16 лет. Знание испанского впоследствии позволит ему стать эмиссаром Коминтерна в Южной Америке.
Семья эмигрировала в Соединенные Штаты в 1915 году, поселившись в Нью-Йорке. Цак присоединился к Социалистической партии Америки в течение года после прибытия.

### Политическая карьера
Цак был одним из основателей Коммунистической партии США, которая была сформирована в 1919 году. Он, похоже, остался СПА вместе с Чарльзом Рутенбергом в апреле 1920 года. Использовал псевдонимы «А. С. Гриффит» и «Дж. Коллинз» в период подполья, периодически публиковал статьи в партийной прессе по профсоюзным вопросам. Был ярым сторонником отхода от подпольной формы политической организации. Зак вышел из состава ЦИК КП США 17 апреля 1923, уступив место Эрлу Браудер, Роберт Майнору и Альфред Вагенкнехту.
Был делегатом съезда КП США 1922 года, на членов которого 22 августа была устроена облава полиции. Цак был арестован и провёл в заключении четыре месяца, выйдя на свободу в начале 1923 года под залог в $5000. В период ожесточённой междоусобной борьбы между фракциями, которая охватила американское коммунистическое движение в 1920-х годах, Цак был верным сторонником фракции во главе с Биллом Фостером и Джимом Кэнноном.
В 1926 году, Цак женился на русской женщине, от которой у него родился сын. Прослушал курс в Международной ленинской школе. Был американским представителем в Исполнительном Комитете Коммунистического Интернационала (ИККИ), а также был членом англо-американского секретариата ИККИ.
В 1930 году Цак стал представителем Коминтерна в Южной Америке. Оставался на этом посту до осени 1931 года. Пока Цак работал по заданию Коминтерна, его жена и сын оставались в Москве. Осенью 1931 года он был заключён в тюрьму в Венесуэле и был отпущен на свободу только после вмешательства Государственного департамента США. Хотя сам он возвратился в США, его жена, гражданка США, и сын, рождённый в Нью-Йорке, всё ещё находились в СССР. Цак был назначен секретарём Восточного округа Лиги профсоюзного единства.
После возвращения из Центральной Америки, Цак несколько раз обращался к генеральному секретарю Коммунистической партии США Эрлу Браудеру добиться разрешения на то, чтобы воссоединиться с женой и сыном и вывезти их в США, но успеха не добился.

### Разрыв с коммунизмом
Осенью 1934 года Цак разорвал свои отношения с КП США. Пробился в Рабочую партию США, сформированную в конце 1934 года путем объединения двух небольших политических организаций во главе с пацифистом А. Й. Масти и троцкистом Джеймсом Патриком Кэнноном. Оставался членом этой организации только в течение непродолжительного времени.
В 1936 году Цак подал апелляцию в Госдепартамент США в попытке убедить власти СССР отпустить его жену и ребёнка из страны. Эти усилия оказались безуспешными. В 1937 году, во время волны Большого террора, которая захлестнула Советский Союз, она была арестована и признана врагом народа, в конечном счете отбыв 18 лет в трудовых лагерях ГУЛАГа, в то время как их сын воспитывался в специальном учреждении. После ареста жены Цак стал ярым противником Иосифа Сталина и руководства СССР.
30 сентября 1939 Цак предстал в качестве свидетеля на заседании Комиссии по расследованию антиамериканской деятельности. В последующие годы проявил себя как ярый антикоммунист, обратившись к консерватизму. Писал работы об опасностях сталинской диктатуры.
3 февраля 1948 года Цак добровольно дал показания на заседании Комиссии Кенвелла при Законодательном Собранием штата Вашингтон.

### Смерть
Йозеф Цак Корнфедер умер от сердечного приступа в Вашингтоне, округ Колумбия 1 мая 1963 года.

## Сочинения
- «What Shall We Do in the Unions?» As «J.P. Collins.» The Communist (New York: unified CPA), vol. 1, no. 3 (Sept. 1921), pp. 20–23.
- Communist Front Organizations: Types, Purposes, History and Tactics. Columbus, OH: Ohio Coalition of Patriotic Societies, n.d. [c. 1940].
- Communist Deception in the Churches: An Address before Circuit Riders, Inc., at a National Committee Conference in Cincinnati, Ohio, October 26, 1952. Cincinnati, OH: Circuit Riders, 1952.
- Brainwashing and Senator McCarthy. New York: Alliance, 1954.
- The New Frontier of War. With William Roscoe Kintner. Chicago: Regnery, 1962.